# Schloss Schlotheim

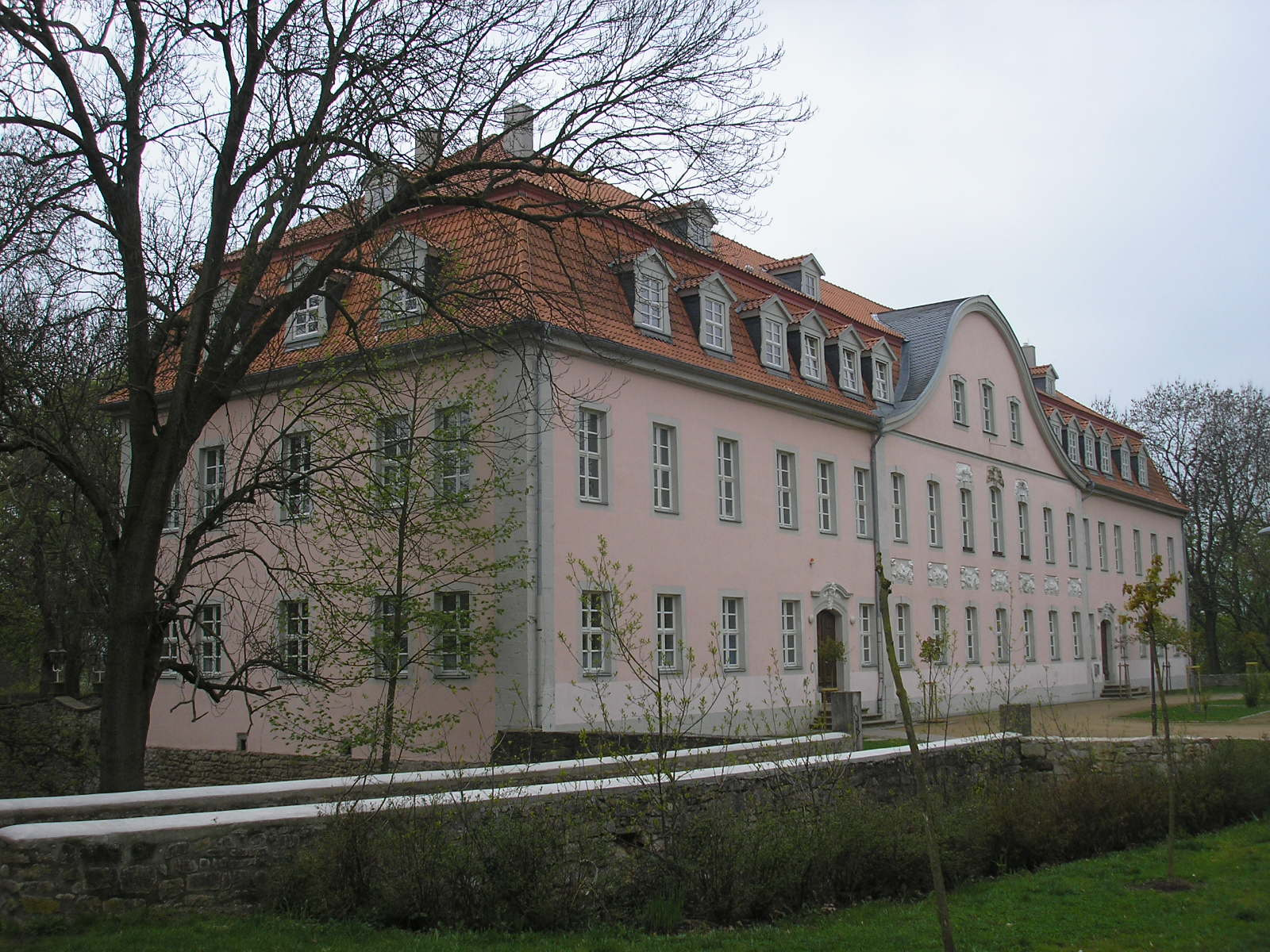
Das Schloss

Schloss Schlotheim liegt in Schlotheim im thüringischen Unstrut-Hainich-Kreis.

## Lage
Das Schloss Schlotheim wurde auf dem Grund und Boden der flächenmäßig größeren ottonischen Burg aufgebaut. Der Bauherr bezog die südlich gelegene St.-Salvator-Kirche mit ein. Die Burg lag auf einem 4–6 Meter erhöhtem Gelände und hatte eine größere Ausdehnung.

## Geschichte

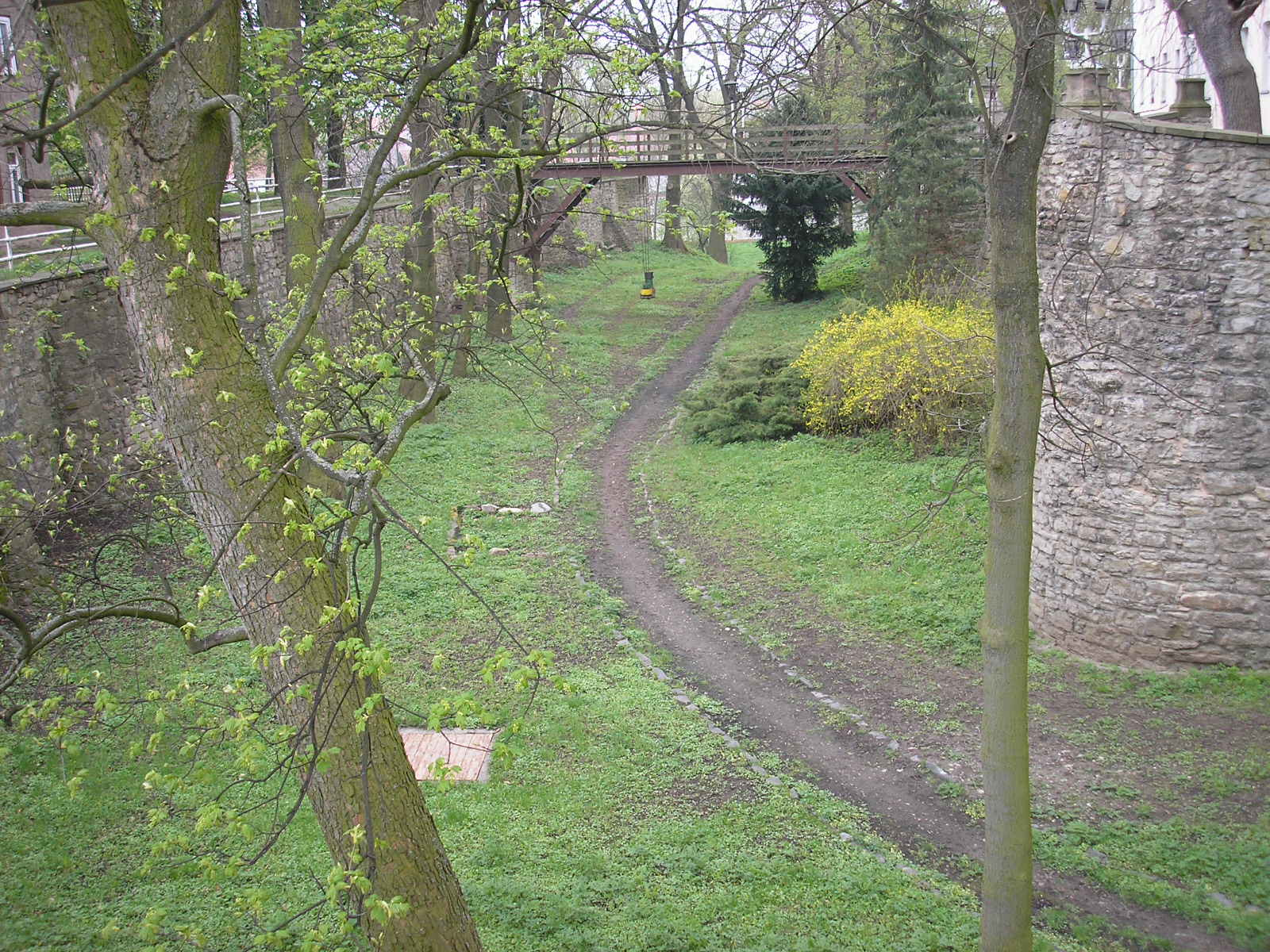
Schlossgraben

Im 10. Jahrhundert war Schlotheim Königshof mit Burg. Die Burg Schlotheim wurde erstmals 974 erwähnt, während Wolfgang Kahl die urkundliche Ersterwähnung des Ortes in der Zeit von 802 bis 817 nachweist. Unter dem Landgraf Ludwig III. wird ein Günther von Schlotheim genannt, der auch unter Herrmann I. am Hof genannt wird. Dieser Schlotheim begleitete Ludwig nach Otranto und verstarb wie sein Herr an Typhus. Auch die Schlotheimer waren Besitzer einer Burg, verloren aber in den Wirren der Wettiner an Besitz und Einfluss. Im Jahr 1277 erhielt Schlotheim das Stadtrecht. Die Stadt kam 1323 zur Grafschaft Hohnstein und wurde 1340 schwarzburgisch. 1425 kaufte Friedrich von Hopffgarten Stadt und Schloss vom Grafen Heinrich von Schwarzburg. Sie gehörte ab 1571 zu Schwarzburg-Sondershausen und ab 1599 zu Schwarzburg-Rudolstadt. Schlotheim war seitdem eine Exklave der Schwarzburg-Rudolstädter Unterherrschaft.
1768 wurde die Burg abgerissen. Das Barockschloss wurde 1773–1777 von Maximilian Ernst von Hopffgarten auf dem Burgareal errichtet. Die Familie von Hopffgarten wurde nach dem Zweiten Weltkrieg durch die Bodenreform 1945 enteignet und das Schloss ging in Gemeindeeigentum über; fortan diente es als Kulturhaus und wurde als Wohnraum, Gaststätte, Bücherei und Veteranenclub genutzt.
Das unter Denkmalschutz stehende Barockschloss war 1997 vom Verfall bedroht, als ein Privatinvestor die Anlage erwarb und von 1999 bis 2001 spätere Einbauten entkernte. Die Räume erhielten eine Farbgebung nach alten Befunden. Die barocke Treppe wurde restauriert und eine zweite Treppenanlage in Eiche nachgebaut. Die Stuckarbeiten im Festsaal konnten gesichert und die alten Malereien nach Befund ergänzt werden. Das Schloss dient nun der Heilpädagogik und der Therapie, hauptsächlich für Kinder und für behinderte Kinder.